# Selma Oxor
Selma Oxor (nacida como Leticia Beeton; Monterrey, Nuevo León; 9 de junio de 1988) es una cantautora mexicana.

## Biografía
Oxor nació como Leticia Beeton en Monterrey, México, pero desde entonces adoptó el nombre de Selma Oxor. Selma Oxor se formó en 2007 con Alexico y Violeta Hinojosa el grupo Ratas Del Vaticano. Lanzaron su álbum homónimo como grupo en 2009 a través de Nene Records. En 2012, el trío se separó para centrarse en otros proyectos y fue entonces cuando Oxor se convirtió en un proyecto en solitario. Remezcla Musica la ha llamado «La nueva reina del electro trash goth de México», comparando a la exmiembro de Bam Bam con Grimes o Dani Shivers.
En 2009 tocó en South by Southwest en Austin, Texas. Ha pasado varios años tocando en lugares underground a nivel internacional, como el almacén Death by Audio en Williamsburg, Nueva York; Siberia en Nueva Orleans, y lugares más recónditos en México.
En 2010, mientras vivía en Detroit, colaboró en la grabación de un álbum de noise en el sello Hermitage Records; Chronos and Hecate, para el cual contribuyó con sintetizadores. En 2012 se presentó en el Festival Converse de la Ciudad de México; en el Taladro Fest de Matamoros, Tamaulipas; y en el Celebrate Mexico Now de Nueva York.
En 2012 se unió al sello Vale Vergas Discos y lanzó su primer álbum en solitario «User 69» con excelentes críticas. Club Fonograma lo llamó «synth punk sucio, oscuro y extenuante que te persuade a ponerte carnal en cada ritmo lascivo y bombeante que lo envuelve». Durante este periodo, regresó a su ciudad natal para tocar en el Festival NRMAL, que se celebra anualmente en el estado de Nuevo León.
Iggy de MTV calificó su música como «deliciosamente oscura y vampírica» y destacó el cambio en la estética, añadiendo que «los gemidos oscuros y sensuales de Leticia de que no le importaba una mierda abrieron el camino a más fans, mientras se exhibía como el truco que nunca olvidarás».[cita requerida]